# El informe Pelícano (novela)
El informe Pelícano es una novela del escritor estadounidense John Grisham publicada en 1992. Es su tercer novela, luego de Tiempo de matar y La Firma. La edición en tapa dura de la editorial Doubleday fue publicada el mismo año. Se realizó una adaptación al cine llamada El informe Pelícano en 1993, protagonizada por Julia Roberts y Denzel Washington.

## Sinopsis
El juez liberal del Tribunal Supremo Abe Rosenberg es asesinado de un balazo en la cabeza. Más tarde, Glenn Jensen, el juez conservador del tribunal, muere estrangulado en un cine, posiblemente por el mismo asesino. Una estudiante de derecho llamada Darby Shaw cree tener la respuesta a estos asesinatos.